# ライアン・ベイツ
ライアン・ウィリアム・ベイツ（Ryan William Bates, 1997年2月14日 - ）は、アメリカ合衆国ペンシルバニア州ウォーミンスター郡区出身のアメリカンフットボール選手。ポジションはオフェンシブガード（OG）。NFLのバッファロー・ビルズに所属している。カレッジフットボールはペンシルバニア州立大学でプレーをし、2019年にドラフト外フリーエージェントとしてフィラデルフィア・イーグルスに入団した。

## プロキャリア
| 身長                        | 体重            | 腕 の 長 さ       | 手 の 大 き さ   | 40Yrd ダ ッ シ ュ | 10Yrd ス プ リ ッ ト | 20Yrd ス プ リ ッ ト | 20Yrd シ ャ ト ル | 3 コ 丨 ン ド リ ル | 垂 直 跳 び     | 立 ち 幅 跳 び     | ベ ン チ プ レ ス |
| --------------------------- | --------------- | ----------------- | ---------------- | ----------------- | -------------------- | -------------------- | ----------------- | ------------------- | --------------- | ------------------ | ----------------- |
| 6 ft 4+1⁄2 in (194 cm)      | 306 lb (139 kg) | 32+1⁄2 in (83 cm) | 9+1⁄2 in (24 cm) | 5.09 s            | 1.69 s               | 2.88 s               | 4.53 s            | 7.45 s              | 27.0 in (69 cm) | 8 ft 6 in (2.59 m) | 28 回             |
| All values from NFL Combine |                 |                   |                  |                   |                      |                      |                   |                     |                 |                    |                   |

### フィラデルフィア・イーグルス
ベイツは、2019年5月10日にドラフト外フリーエージェントとしてフィラデルフィア・イーグルスに入団した。

### バッファロー・ビルズ
2019年8月9日にラインバッカーのイーライ・ハロルドとのトレードでバッファロー・ビルズに移籍した。
2021年シーズンの第16週に右ガードでキャリア初の先発出場を果たし、シーズンの残りとプレーオフを左ガードでプレーした。
2022年3月14日、ビルズはベイツに制限付きフリーエージェントの指定を行い、4月4日、4年1,700万ドルの契約に合意した。2022年シーズンは15試合に先発出場した。

### シカゴ・ベアーズ
2024年3月4日、2024年のNFLドラフト5巡指名権とのトレードでシカゴ・ベアーズへ移籍した。
2024年シーズンは第11週のグリーンベイ・パッカーズ戦で脳震盪の症状を起こしてシーズンの残りの試合を欠場するなど、3試合の出場に留まった。